# تپه خراب گلیجه
تپه خراب گلیجه مربوط به دوران‌های تاریخی پس از اسلام است و در شهرستان زنجان، بخش مرکزی، روستای گلیجه واقع شده و این اثر در تاریخ ۷ مهر ۱۳۸۱ با شمارهٔ ثبت ۶۱۶۵ به‌عنوان یکی از آثار ملی ایران به ثبت رسیده‌است.